# 原大
原 大（はら たかし、1951年8月24日 - ）は、日本の銀行家。三菱東京UFJ銀行（現・三菱UFJ銀行）副頭取、双日取締役会長。

## 略歴
長野県諏訪市出身。長野県諏訪清陵高等学校を経て、1975年早稲田大学政治経済学部卒業。大学時代は、漕艇部に所属。
同年三和銀行入行。三田支店長、広報部長を経て、2002年UFJ銀行執行役員。2005年常務執行役員。2006年三菱東京UFJ銀行常務執行役員。2008年常務取締役。2009年専務取締役。2010年副頭取。2012年双日代表取締役副会長。2019年取締役会長。日本ローイング協会（旧名：日本ボート協会）理事。稲門艇友会（早稲田大学漕艇部OB・OG会）会長。